# سرپاور آب‌سنگ کارائیبی
سرپاور آب‌سنگ کارائیبی (نام علمی: Sepioteuthis sepioidea) نام یک گونه از راسته ماهی مرکب است.